# Église romane Saint-Jean-Baptiste de Toulon-sur-Arroux
L'église romane Saint-Jean-Baptiste de Toulon-sur-Arroux est une église située sur le territoire de la commune de Toulon-sur-Arroux dans le département français de Saône-et-Loire et la région Bourgogne-Franche-Comté.

## Historique
Cette construction est l'ancienne église paroissiale de la commune, initialement dans l'enceinte du château seigneurial du village.
Désaffectée à compter de 1878, à la suite de la construction d'un nouveau sanctuaire. L'ancienne église servit, dès lors, successivement, d'entrepôt de bois, de cave à vin, de grange, de garage et de salle des fêtes.
Elle fait l'objet d'un classement au titre des monuments historiques depuis le 29 octobre 1971.
Désacralisée, l'église est propriété de l'association Les Amis du Dardon depuis 1969. 
Elle est ouverte au public en été et accueille des expositions.